# Casa pairal de Surroca
Casa pairal de Surroca és una obra del municipi de Camprodon (Ripollès) inclosa en l'Inventari del Patrimoni Arquitectònic de Catalunya.

## Descripció
Surroca va ser una de les cases principals de la Vall de Salarça. Com a tal va disposar de ric mobiliari, capella particular, molí fariner i casa de masovers. L'edifici és un ampli casal de planta quadrada i teulada a quatre vessants. Disposa de baixos, planta noble i golfes. La capella dedicada a la Immaculada Concepció es troba al costat nord-est. A la banda de ponent hi ha dues grans pallisses de baixos i un pis, orientades a migdia.
El casal va ser bastit amb carreus poc treballats excepte els de les obertures, que són àmplies i rectangulars. En moltes els hereus Surroca hi gravaren el nom i la data de les diverses ampliacions.

## Interiors i llindes
Surroca té totes les característiques d'una gran estada senyorial i sens dubte, era la que posseïa el mobiliari més bonic de totes les cases de la vall de Salarça. Cal destacar les sales grandioses, les alcoves amb llits d'escola olotina, etc. el menjador, eix de tota la distribució interna de les cambres, conserva un armari amb data 1784 i a la cuina un escó rodó volta la llar de foc. A la cuina cal remarcar el nombrós parament d'aram, entre el qual en destaca una olla amb la inscripció; MIQUEL SURROCA 1803. Nombroses obertures del mas conserven les llindes amb el nom i la data de les reformes. La de la porta de l'església diu així: ME FECIT FRANCISCO SURROCA 1769.

## Història
L'edifici actual fou bastit durant el segle xvii damunt un edifici més antic. L'any 1873 s'hi refugiaren el príncep Alfons Carles de Borbó, germà del pretendent carlí Carles VII, i la seva esposa Mª de les Neus de Bragança, en la recerca d'un amagatall proper a la frontera amb França, davant l'escomesa de les tropes liberals. La seva estada a Surroca va durar fins al 17 de febrer de 1873, després d'un mes d'arribar.